# Spissistilus nigricans
Spissistilus nigricans är en insektsart som beskrevs av Van Duzee. Spissistilus nigricans ingår i släktet Spissistilus och familjen hornstritar. Inga underarter finns listade i Catalogue of Life.